# Glee: 3D Concert Movie
Glee: 3D Concert Movie er en amerikansk 3D koncertfilm fra 2011. Den instrueret af Kevin Tancharoen. Den er baseret på Fox' tv-serie Glee, hvor skuespillerne performer under Glee Live! In Concert! tour.

## Synopsis
Glee: 3D Concert Movie viser en Glee Cast koncert i East Rutherford, New Jersey i løbet af koncernens Glee Live! In Concert! tour. Den er udstyret med behind-the-scenes optagelser, og en sætliste med sange fra showets første og anden sæson.  Sammen med behind-the-scenes optagelser, skildrer filmen serien indflydelse på teenagere, herunder en der er homoseksuel navngivet Trenton, en med Aspergers syndrom kaldt Josey, og en cheerleader med kort vækst kaldt Janae.

## Cast
Filmen byder på forestillinger fra de medvirkende som deres respektive figurer fra showet.  De fjorten centrale roller er Dianna Agron (Quinn Fabray), Chris Colfer (Kurt Hummel), Darren Criss (Blaine Anderson), Ashley Fink (Lauren Zizes), Kevin McHale (Artie Abrams), Lea Michele (Rachel Berry), Cory Monteith (Finn Hudson), Heather Morris (Brittany Pierce), Chord Overstreet (Sam Evans), Amber Riley (Mercedes Jones), Naya Rivera (Santana Lopez), Mark Salling (Noah "Puck" Puckerman), Harry Shum, Jr. (Mike Chang) og Jenna Ushkowitz (Tina Cohen-Chang). Jane Lynch (Sue Sylvester) og Gwyneth Paltrow (Holly Holliday) dukkede ved koncerter skudt til filmen, , men Lynchs scener vil kun blive optaget på den medfølgende DVD/Blu-ray udgivelse.  Ti skuespillere og dansere optrådte som Dalton Academy Warblers, og slutter gig til Criss til et mini-sæt af tre sange. Fire af disse sangere optrådte i Glee i den anden sæson: Titus Makin, Jr. (David), Curt Mega (Nick), Riker Lynch (Jeff), og Jon Hall (vokal perkussionist).

## Sange
| #   | Titel                                 | Sunget af                                                    | Længde |
| --- | ------------------------------------- | ------------------------------------------------------------ | ------ |
| 1.  | "Don't Stop Believin'"                | Finn, Rachel, New Directions                                 |        |
| 2.  | "SING"                                | Rachel, Finn, New Directions                                 |        |
| 3.  | "Empire State of Mind"                | Artie, Finn, Puck, Rachel, Mercedes, Santana, New Directions |        |
| 4.  | "I'm a Slave 4 U"                     | Brittany                                                     |        |
| 5.  | "Fat Bottomed Girls"                  | Puck                                                         |        |
| 6.  | "Don't Rain on My Parade"             | Rachel                                                       |        |
| 7.  | "P.Y.T. (Pretty Young Thing)"         | Artie                                                        |        |
| 8.  | "Ain't No Way"                        | Mercedes                                                     |        |
| 9.  | "Jessie's Girl"                       | Finn                                                         |        |
| 10. | "Valerie"                             | Santana                                                      |        |
| 11. | "Firework"                            | Rachel                                                       |        |
| 12. | "Teenage Dream"                       | Blaine, Warblers                                             |        |
| 13. | "Silly Love Songs"                    | Blaine, Warblers                                             |        |
| 14. | "Raise Your Glass"                    | Blaine, Warblers                                             |        |
| 15. | "Happy Days Are Here Again/Get Happy" | Kurt, Rachel                                                 |        |
| 16. | "Safety Dance"                        | Artie                                                        |        |
| 17. | "Lucky"                               | Sam, Quinn                                                   |        |